# XSL
XSL (eXtensible Stylesheet Language) — семейство рекомендаций консорциума W3C, описывающее языки преобразования и визуализации XML-документов. Состоит из трех частей:
- XSL Transformations (XSLT) — язык преобразования XML-документов.
- XSL Formatting Objects (XSL-FO) — язык разметки типографских макетов и иных предпечатных материалов.
- XPath — язык путей и выражений, используемый в том числе и в XSLT для доступа к отдельным частям XML-документа.

## Основные отличия отCSS
- CSS и XSL — принципиально разные технологии. Их области применения пересекаются лишь частично.
- CSS-форматирование HTML-документа применяется браузером на клиентской стороне, а XSL-преобразование может выполняться как в браузере, так и на сервере.
- Языком, лежащим в основе XSL, является XML, а это означает, что XSL более гибок, универсален, и у разработчиков появляется возможность использования средств контроля за корректностью составления таких стилевых списков (используя DTD или схемы данных).

## Семейство XSL

### XSL-трансформация
С помощью XSL можно трансформировать XML-документ в любой вид, будь то HTML, WML, RTF, PDF, SQL или даже SWF (flash-запускаемый модуль), а также XSL. XSL несёт в себе информацию о том, как будет оформлен документ, где и как должны располагаться данные.
Для того, чтобы обработать XML-документ c помощью XSL, необходимо в XML-документе написать следующую инструкцию:
```
  
<?xml-stylesheet type="text/xsl" href="my-style.xsl"?>

```

### XSLT
Язык XSLT состоит из 35 инструкций, все они имеют общий вид:
```
<префикс:имя-инструкции
 
[
атрибут=
"значение"
 
[
атрибут=
"значение"
]]
>

</префикс:имя-инструкции>
,

```

где префикс — обычно «xsl», но могут использоваться и другие.
XSLT-документ всегда является состоятельным (или валидным) XML-документом и имеет следующую структуру:
```
 
<?xml version="1.0"?>

 
<xsl:stylesheet
 
version=
"1.0"
 
xmlns:xsl=
"http://www.w3.org/1999/XSL/Transform"
>

 	
<xsl:template
 
match=
"/"
>

 		
<!-- набор инструкций -->

 	
</xsl:template>

 	
<!-- ... -->

 
</xsl:stylesheet>

```

xsl:stylesheet — корневой элемент для любого XSL-документа. В него могут быть вложены теги верхнего уровня (xsl:transform — устаревший синоним для xsl:stylesheet).
Самым доступным XSLT-процессором на данный момент для Microsoft Windows является MSXML (поставляется с браузером Internet Explorer, начиная с версии 4.5), для систем на основе GNU — xsltproc.

### XSL-FO
Пример XSL-FO документа (взят из XSL Formatting Objects Tutorial):
```
 
<?xml version="1.0" encoding="iso-8859-1"?>

 

 
<fo:root
 
xmlns:fo=
"http://www.w3.org/1999/XSL/Format"
>

   
<fo:layout-master-set>

     
<fo:simple-page-master
 
master-name=
"my-page"
>

       
<fo:region-body
 
margin=
"1in"
/>

     
</fo:simple-page-master>

   
</fo:layout-master-set>

 

   
<fo:page-sequence
 
master-reference=
"my-page"
>

     
<fo:flow
 
flow-name=
"xsl-region-body"
>

       
<fo:block>
Hello,
 
world!
</fo:block>

     
</fo:flow>

   
</fo:page-sequence>

 
</fo:root>

```

## Примеры

### Рекурсивный цикл
XML:
```
 
<?xml version="1.0"?>

 
<?xml-stylesheet type="text/xsl" href="for.xsl"?>

 
<root/>

```

for.xsl:
```
<?xml version="1.0"?>

<xsl:stylesheet
 
version=
"1.0"
 
xmlns:xsl=
"http://www.w3.org/1999/XSL/Transform"
>

	
<xsl:template
 
match=
"root"
>

		
<HTML>

			
<BODY>

				
<xsl:call-template
 
name=
"for"
>

					
<xsl:with-param
 
name=
"i"
 
select=
"1"
/>

					
<xsl:with-param
 
name=
"n"
 
select=
"5"
/>

				
</xsl:call-template>

			
</BODY>

		
</HTML>

	
</xsl:template>

	
<xsl:template
 
name=
"for"
>

		
<xsl:param
 
name=
"i"
/>

		
<xsl:param
 
name=
"n"
/>

		
<xsl:value-of
 
select=
"$i"
/>

		
<xsl:if
 
test=
"$i &lt; $n"
>

			
<xsl:text>
,
 
</xsl:text>

			
<xsl:call-template
 
name=
"for"
>

				
<xsl:with-param
 
name=
"i"
 
select=
"$i+1"
/>

				
<xsl:with-param
 
name=
"n"
 
select=
"$n"
/>

			
</xsl:call-template>

		
</xsl:if>

	
</xsl:template>

</xsl:stylesheet>

```

Результат:
1, 2, 3, 4, 5

### Группировка и сортировка значений
XML:
```
 
<?xml version="1.0"?>

 
<?xml-stylesheet type="text/xsl" href="years.xsl"?>

 
<root>

    
<object
 
year=
"2003"
/>

    
<object
 
year=
"2001"
/>

    
<object
 
year=
"2005"
/>

    
<object
 
year=
"2005"
/>

    
<object
 
year=
"2003"
/>

    
<object
 
year=
"2006"
/>

    
<object
 
year=
"2006"
/>

    
<object
 
year=
"2006"
/>

    
<object
 
year=
"2005"
/>

    
<object
 
year=
"2001"
/>

 
</root>

```

years.xsl:
```
<?xml version="1.0"?>

<xsl:stylesheet
 
version=
"1.0"
 
xmlns:xsl=
"http://www.w3.org/1999/XSL/Transform"
>

	
<xsl:key
 
name=
"years"
 
match=
"/root/object"
 
use=
"@year"
 
/>

	
<xsl:template
 
match=
"root"
 
priority=
"-1"
>

		
<HTML>

			
<BODY>

				
<xsl:for-each
 
select=
"object[generate-id()=generate-id(key('years',@year))]"
>

					
<xsl:sort
 
select=
"@year"
 
order=
"descending"
/>

					
<xsl:value-of
 
select=
"@year"
 
/>

					
<xsl:if
 
test=
"position()!=last()"
>

						
<xsl:text>
,
 
</xsl:text>

					
</xsl:if>

				
</xsl:for-each>

			
</BODY>

		
</HTML>

	
</xsl:template>

</xsl:stylesheet>

```

Результат:
2006, 2005, 2003, 2001